# Badingen
Badingen is een dorp en voormalige gemeente in de Duitse deelstaat Saksen-Anhalt, en maakt deel uit van de gemeente Bismark in de Landkreis Stendal. Badingen-dorp telde, eind 2018, 426 inwoners.

## Geografie
De Ortschaft Badingen ligt in de regio Altmark, ongeveer 11 kilometer ten zuidoosten van het stadje Bismark, en 16 kilometer ten westen van Stendal. Het dorpje Klinke (61 inwoners, 2 km ten ZW van Badingen) en het gehucht Neuhof behoren tot de gemeente.

## Geschiedenis
Badingen wordt voor het eerst in 980 in een document genoemd. Het is een nog sterk agrarisch getint plattelandsdorp.

## Bezienswaardigheden

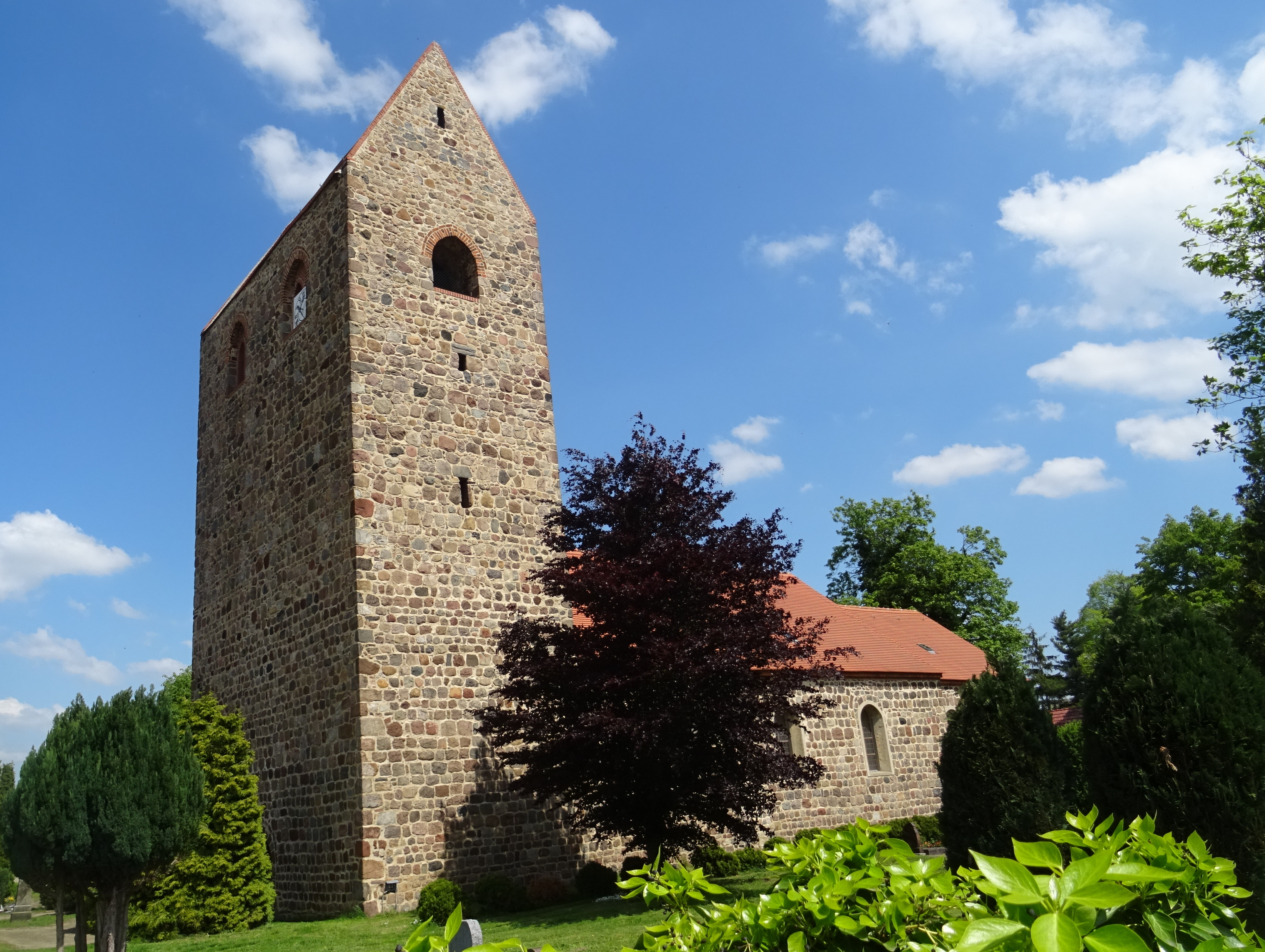
Dorpskerk te Badingen

In Badingen lag een in 1837 gebouwd slot met een park dat in 1840 is aangelegd. Dit gebouw diende in de DDR-periode o.a. als kleuterschool en kinderdagverblijf. Het gebouw is tegenwoordig een gewoon woonhuis. Ook heeft de plaats een dorpskerk die uit het begin van de veertiende eeuw stamt.

## Verkeer en vervoer
Door Badingen loopt de weg van Kläden naar Vinzelberg die de Bundesstraße 188 met de weg van Stendal naar Bismark (Altmark) verbindt. Het dichtstbijzijnde spoorwegstation ligt in de buurgemeente Kläden. Dit station ligt aan de spoorlijn Stendal-Salzwedel.